# Fetsund
Fetsund este o localitate din comuna Fet, provincia Akershus, Norvegia, cu o suprafață de 3,92 km² și o populație de 7.497 locuitori (2013).